# Entrepierres
Entrepierres är en kommun i departementet Alpes-de-Haute-Provence i regionen Provence-Alpes-Côte d'Azur i sydöstra Frankrike. Kommunen ligger  i kantonen Sisteron som ligger i arrondissementet Forcalquier. År 2022 hade Entrepierres 409 invånare.

## Befolkningsutveckling
Antalet invånare i kommunen Entrepierres
Referens: INSEE